# Молдин (Јужна Каролина)
Молдин (енгл. Mauldin) град је у америчкој савезној држави Јужна Каролина.

## Демографија
По попису из 2010. године број становника је 22.889, што је 7.665 (50,3%) становника више него 2000. године.
| Група             | 2000.          | 2010.          |
| Белци             | 11.071 (72,7%) | 14.751 (64,4%) |
| Афроамериканци    | 3.169 (20,8%)  | 5.152 (22,5%)  |
| Азијати           | 341 (2,2%)     | 808 (3,5%)     |
| Хиспаноамериканци | 416 (2,7%)     | 1.756 (7,7%)   |
| Укупно            | 15.224         | 22.889         |